# Хафъз Хакъ паша
Хафъз Хакъ паша (на турски: Hafız Hakkı Paşa) е османски генерал.

## Биография
Роден е през 1879 г. в град Битоля, тогава в Османската империя. Хафиз Хаки е съученик с Енвер паша, Махмуд Кямил паша и Фахредин паша. Той завършва Османската военна академия, като е втори в класа си (първи е Фахредин, Енвер е четвърти, а Махмуд Кямил е осми), а на декември 1902 г. завършва първи в класа Османския военен колеж. През 1908 г. той става известен като един от „Героите на свободата“. Участва в Балканските войни и пише книги за това как да се ръководят армиите. Участва в Битката при Саръкамъш, където е победен от по-малки руски части. По време на отстъплението почти цялата му армия умира, най-вече поради ниски температури. В началото на 1915 г. е назначен от Енвер паша да води остатъците от османската армия в Кавказ. Умира няколко седмици по-късно в Ерзурум от тиф.